# Битва при Мэкэле (1896)
Битва при Мэкэле или Осада Мэкэле (ит. Assedio di Macallè) — сражение в ходе Первой итало-эфиопской войны, произошедшее с 7 по 21 января 1896 года. В результате этого сражения итальянские войска сдали эфиопам недостроенный форт Энда Хесус возле города Мэкэле, в северной части региона Тыграй в Эфиопии, который до этого они занимали с 1895 года.

## Ход событий
Силы итальянцев насчитывали 20 офицеров, 13 унтер-офицеров и 150 рядовых, их поддерживали 1000 аскари и два горных орудия. Эфиопская армия насчитывала около 27 000 человек.
Сам император Менелик II взял на себя руководство осадой. Несколько попыток взять форт штурмом с марша не увенчались успехом из-за чего император приказал перейти к осаде. 8 января года элитная императорская пехота захватила колодец форта, а затем отбила отчаянные попытки итальянцев вернуть колодец. После двухнедельного обстрела эфиопской артиллерией, которая обладала большей досягаемостью, чем у итальянцев, эфиопам удалось перекрыть подачу воды в форт. 19 января 1896 года командир форта майор Гальяно, люди которого умирали от обезвоживания, поднял белый флаг капитуляции. Майору Гальяно и его людям разрешили выйти, сдать оружие и уйти..

## Политический резонанс
Менелик заявил, что позволил итальянцам уйти, «чтобы доказать свою христианскую веру», заявив, что его ссора была с итальянским правительством премьер-министра Франческо Криспи, которое пыталось завоевать его страну, а не с обычными итальянскими солдатами, призванными против их желание сражаться на войне. Великодушие Менелика к защитникам форта Мэкеле стало актом психологической войны. Из разговоров с французскими и российскими дипломатами Менелик знал, что война и сам Криспи были непопулярны в Италии, и одним из основных пунктов пропаганды Криспи были обвинения в зверствах против итальянских военнопленных. С точки зрения Менелика, позволить итальянским военным выйти на свободу и остаться невредимыми было лучшим способом опровергнуть эту пропаганду и подорвать общественную поддержку Криспи.